# 成增
成增（日语：／ Narimasu */?）是日本東京都板橋區的町名。現行行政地名為成增一丁目至成增五丁目。實施住居表示。郵政編號為175-0094。

## 地理
位於東京都板橋區，南接練馬區，西鄰埼玉縣和光市。南側為成增一丁目、成增二丁目，北側為成增三丁目、成增四丁目、成增五丁目分別夾着東武東上線。

## 交通

### 鐵道
- 東武鐵道
  - 東武東上線：成增站　快速、急行、準急、各站停車都停靠。各站停車約半數在此站折返池袋方向。
    - 上行：池袋方向
    - 下行：川越市、小川町、寄居方向
- 東京地下鐵
  - 副都心線：地下鐵成增站　副都心線內各站停車與通勤急行停靠。
    - 北行：和光市方向　直通至東武東上線森林公園站。

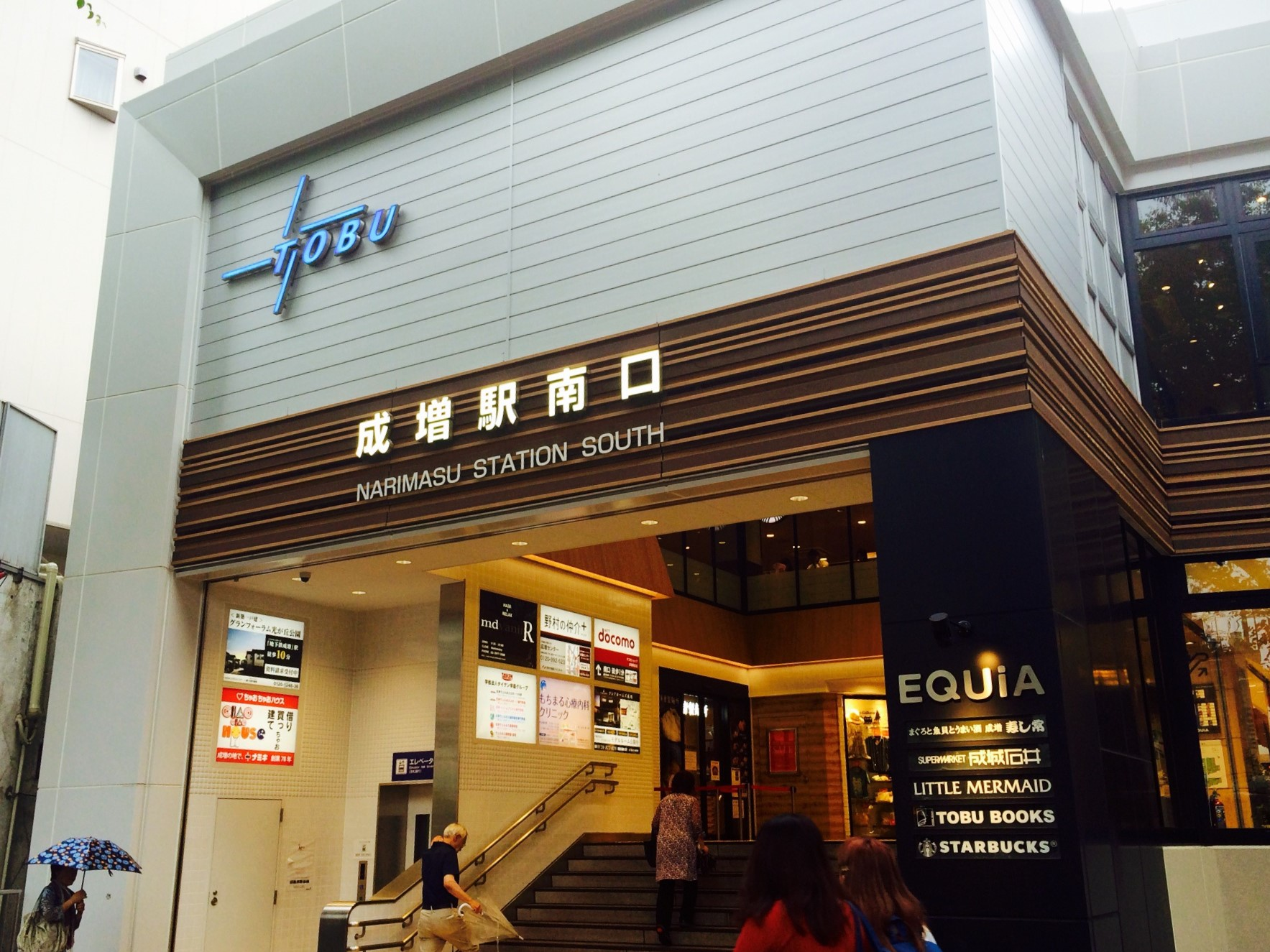
東武東上線成增站南口

    - 南行：池袋、新宿三丁目、澀谷方向　途經東急東橫線直通至橫濱高速鐵道港未來線元町·中華街站。

  - 有樂町線：地下鐵成增站　所有列車停車。
    - 北行：和光市方向　直通至東武東上線森林公園站。
    - 南行：池袋、有樂町、新木場方向

## 外部連結
- 板橋區 （页面存档备份，存于）